# Tournoi d'Australie de rugby à sept
Ne doit pas être confondu avec Tournoi féminin d'Australie de rugby à sept.
Le tournoi d'Australie de rugby à sept (en anglais : Australia Sevens) est un tournoi de rugby à sept disputé en Australie et comptant comme une étape des IRB Sevens World Series de 2000 à 2003 et depuis la saison 2006-2007.

## Historique

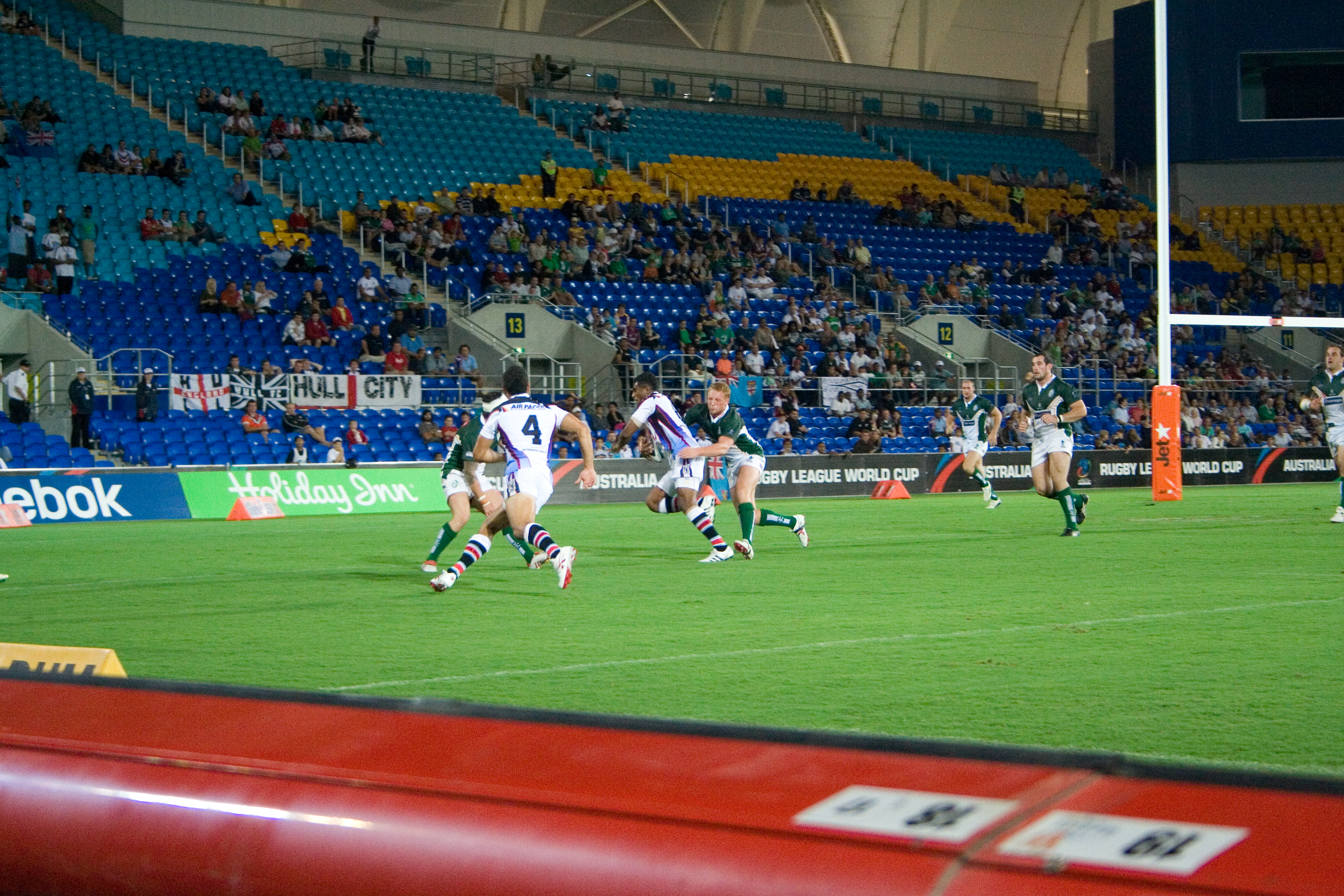
Le Skilled Park

La première édition du tournoi australien a lieu en 1986 dans la ville de Sydney. Quatre éditions auront lieu jusqu'en 1989.
L'Australia Sevens connaît sa première édition en 2000 comme étape des IRB Sevens World Series. Elle se dispute à Brisbane et voit la victoire de l'équipe des Fidji qui bat l'équipe d'Australie sur le score de 24 à 21. Elle n'est pas présente dans la calendrier la saison suivante mais redevient une étape des IRB Sevens World Series lors des saisons 2001-2002 et 2002-2003 avant de disparaître à nouveau du programme de la compétition pendant trois saisons, remplacée par l'étape singapourienne. Elle fait son retour lors de l'édition 2006-2007 et la compétition se déroule cette-fois dans le stade d'Adelaide Oval à Adélaïde, et ce, jusqu'à l'édition 2010-2011. Depuis l'édition 2011-2012, l'étape a lieu au Skilled Park (ou Robina stadium) dans le quartier de Robina de la ville de Gold Coast et est renommée en conséquence Gold Coast Sevens. 
De 2016 à 2018, le tournoi australien a lieu au Sydney Football Stadium, à Sydney. À partir de la saison 2019, le tournoi se déroule au Spotless Stadium, toujours à Sydney.
Alors que la fin de la saison 2019-2020 est interrompue par la pandémie de Covid-19, l'organisation de la saison 2020-2021 est par avance profondément modifiée : la tenue de l'étape australienne est entre autres abandonnée.

## Identité visuelle

Évolution du logo
Logo de l'édition 2017.
Logo de l'édition 2018.
Logo depuis l'édition 2019.

## Palmarès

### Premières éditions
- 1986 :  Nouvelle-Zélande
- 1987 :  Australie
- 1988 :  Nouvelle-Zélande
- 1989 :  Nouvelle-Zélande

### En World Sevens Series
| Année     | Stade                           | Cup                                      | Cup                                      | Cup                                      | Plate / 5e place                         | Bowl / Challenge trophy                  | Shield / 13e place                       |
| Année     | Stade                           | Vainqueur                                | Score                                    | Finaliste                                | Vainqueur                                | Vainqueur                                | Vainqueur                                |
| --------- | ------------------------------- | ---------------------------------------- | ---------------------------------------- | ---------------------------------------- | ---------------------------------------- | ---------------------------------------- | ---------------------------------------- |
| 1999-2000 | Brisbane                        | Fidji                                    | 24 – 21                                  | Australie                                | Argentine                                | Tonga                                    | –                                        |
| 2000-2001 | Brisbane                        | Édition annulée pour raisons politiques, | Édition annulée pour raisons politiques, | Édition annulée pour raisons politiques, | Édition annulée pour raisons politiques, | Édition annulée pour raisons politiques, | Édition annulée pour raisons politiques, |
| 2001-2002 | Brisbane                        | Australie                                | 28 – 0                                   | Nouvelle-Zélande                         | Fidji                                    | Îles Cook                                | Canada                                   |
| 2002-2003 | Brisbane                        | Angleterre                               | 28 – 14                                  | Fidji                                    | Australie                                | Tonga                                    | Îles Cook                                |
| 2006-2007 | Adelaide Oval, Adélaïde         | Fidji                                    | 21 – 7                                   | Samoa                                    | Australie                                | Pays de Galles                           | Canada                                   |
| 2007-2008 | Adelaide Oval, Adélaïde         | Afrique du Sud                           | 15 – 7                                   | Nouvelle-Zélande                         | Tonga                                    | Argentine                                | Pays de Galles                           |
| 2008-2009 | Adelaide Oval, Adélaïde         | Afrique du Sud                           | 26 – 7                                   | Kenya                                    | Angleterre                               | Samoa                                    | États-Unis                               |
| 2009-2010 | Adelaide Oval, Adélaïde         | Samoa                                    | 38 – 10                                  | États-Unis                               | Nouvelle-Zélande                         | Angleterre                               | Japon                                    |
| 2010-2011 | Adelaide Oval, Adélaïde         | Nouvelle-Zélande                         | 28 – 20                                  | Afrique du Sud                           | Pays de Galles                           | États-Unis                               | Japon                                    |
| 2011-2012 | Skilled Park, Gold Coast        | Fidji                                    | 26 – 12                                  | Nouvelle-Zélande                         | Pays de Galles                           | Argentine                                | Papouasie-Nouvelle-Guinée                |
| 2012-2013 | Skilled Park, Gold Coast        | Fidji                                    | 32 – 14                                  | Nouvelle-Zélande                         | Argentine                                | Espagne                                  | Écosse                                   |
| 2013-2014 | Skilled Park, Gold Coast        | Nouvelle-Zélande                         | 40 – 19                                  | Australie                                | Fidji                                    | France                                   | États-Unis                               |
| 2014-2015 | Skilled Park, Gold Coast        | Fidji                                    | 31 – 24                                  | Samoa                                    | Nouvelle-Zélande                         | États-Unis                               | Canada                                   |
| 2015-2016 | Sydney Football Stadium, Sydney | Nouvelle-Zélande                         | 27 – 24                                  | Australie                                | Argentine                                | Canada                                   | Pays de Galles                           |
| 2016-2017 | Sydney Football Stadium, Sydney | Afrique du Sud                           | 29 – 14                                  | Angleterre                               | Fidji                                    | Russie                                   | Canada                                   |
| 2017-2018 | Sydney Football Stadium, Sydney | Australie                                | 29 – 0                                   | Afrique du Sud                           | Nouvelle-Zélande                         | France                                   | Canada                                   |
| 2018-2019 | Spotless Stadium, Sydney        | Nouvelle-Zélande                         | 21 – 5                                   | États-Unis                               | Afrique du Sud                           | Argentine                                | Samoa                                    |
| Année     | Stade                           | Cup                                      | Cup                                      | Cup                                      | 3e place                                 | 4e place                                 |                                          |
| 2019-2020 | Spotless Stadium, Sydney        | Fidji                                    | 12 - 10                                  | Afrique du Sud                           | États-Unis                               | Angleterre                               |                                          |